# Jenn Suhr
Jennifer »Jenn« Suhr (dekliški priimek Stuczynski), ameriška atletinja, * 5. februar 1982, Fredonia, New York, ZDA.
Nastopila je na poletnih olimpijskih igrah v letih 2008, 2012 in 2016, leta 2012 je dosegla uspeh kariere z osvojitvijo naslova olimpijske prvakinje v skoku ob palici, leta 2008 je osvojila srebrno medaljo. Na svetovnih prvenstvih je osvojila srebrno medaljo leta 2013, na svetovnih dvoranskih prvenstvih zlato in srebrno medaljo, na panameriških igrah pa bronasto medaljo.